# Erwin Trojan
Erwin Trojan (ook: Ervín Trojan) (Karlovy Vary (Duits: Karlsbad), Bohemen, 13 september 1888 – Altlengbach bij Wenen, 8 november 1957) was een oostenrijks componist, dirigent, trompettist en muziekuitgever. 

## Levensloop
Trojan werd op 14-jarige leeftijd lid van de kapel van de Tiroler Kaiserjäger. Twee jaren later ging hij naar Salzburg en studeerde aan de Universität für Musik und Darstellende Kunst "Mozarteum" Salzburg met als hoofdvak trompet. Na zijn afstuderen, werd hij in Karlovy Vary lid van het plaatselijk Kurorchester. Later  speelde hij tot de uitbraak van de Eerste Wereldoorlog in een klein orkest als trompettist op schepen van de Hamburg-Amerika-Linie. Hij was ook lid van het orkest van de Vlaamse opera. 
Na de Eerste Wereldoorlog vertrok hij naar Innsbruck en was medeoprichter en dirigent van de Eisenbahnkapelle. Naast dirigent was hij ook als trompettist in het stedelijk orkest werkzaam. Gedurende deze tijd heeft hij ook zijn bekende Ruetz-Marsch geschreven. Omdat hij later heel ziek werd, kon hij niet meer trompet spelen. Hij vertrok in 1933 naar het kleine plaatsje Altlengbach in Neder-Oostenrijk. Toen de Tweede Wereldoorlog uitbrak werd hij op 54-jarige leeftijd nog opgeroepen voor militaire dienst en naar Jutland in Denemarken overgebracht. Hij kwam in Engelse gevangenschap. Toen hij terugkwam had hij op afvalpapier 16 stukken gecomponeerd.
Als componist schreef hij rond 200 werken. Voor de uitgave stichtte hij in 1923 een eigen muziekuitgeverij.

## Composities

### Werken voor harmonieorkest
- Almrauschwalzer
- Alpenjäger-Marsch
- Auf dem Weg zum Grabe, treurmars
- Beim Lindenwirt, ländler
- Bundesfest, ouverture
- Das Germanenblut, ouverture, op. 118
- Dein gedenk ich, treurmars
- Der ewige Friede, treurmars
- Der ewige Schlaf
- Durch Europa, mars
- Felsenfest, mars
- Festgruß-Marsch
- Festmarsch Nr. 1
- Feuerwehr-Marsch
- Flotte Burschen, mars
- Flugpost, polka
- Frauenliebe, concertwals
- Frühlingstraum, wals
- Für Stadt und Land, mars
- Glückliche Stunden
- Herz an Herz, polka mazurka, op. 96
- Im Zigeunerlager, ouverture
- Jubelklänge, ouverture
- Jugendstreiche, polka
- Kriegers Abschied, treumars
- Leicht zu Fuß, mars
- Letzte Rast
- Mei' liab's Dirndl, wals
- Ohne Rast-Marsch
- Pfeffer und Salz, mars
- Processiemarsen Nr. 1-7
- Ruetz-Marsch, op. 78
- Ruhe sanft, koraal
- Rummel Bummel, mars
- Scharfschützenmarsch
- Schützenmarsch
- Sommerfest, ouverture
- Steirer Buam
- Stets voran
- Tiroler Lustspiel, ouverture
- Trost in Tränen, treurmars
- Willkommensgruß
- Zwei gute Freunde, polka voor twee flügelhoorns (bugels) en harmonieorkest